# Verndale
Verndale är en ort i Wadena County i Minnesota. Vid 2010 års folkräkning hade Verndale 602 invånare.